# Albert Joseph Pénot
Albert Joseph Pénot (n. 28 februarie 1862, Xermaménil⁠(d), Meurthe, Franța – d. 17 octombrie 1930, Paris, Franța) a fost un pictor francez cunoscut pentru nudurile feminine și pentru peisaje. Astăzi, este recunoscut mai popular și în mod specific pentru un subset de picturi centrate pe femei cu teme mai întunecate și mai macabre.
În 2018, „La femme chauve-souris” a fost vândut pentru 137.500 de lire sterline.

## Stiluri și teme
Pénot a fost preocupat în primul rând de portretizarea corect[ din punct de vedere anatomic a femeilor. Formele feminine singulare au fost punctul central al operei sale, în timp ce lumile care îi înconjoară personajele sunt rareori realizate dincolo de atmosfere cețoase și pete de umbră și lumină. Mediile sunt întâmplătoare și sunt, de obicei, învăluite în ceață, acordând o prioritate explicită figurilor în sine. Cu toate acestea, Pénot a fost mai versatil în arta sa și nu s-a limitat exclusiv la nuduri feminine: figurile bisericești au fost un alt subiect al său, pe lângă compozițiile ocazionale care descriu scene cu bărbați și femei din înalta societate în narațiuni încadrate de decoruri mai convenționale.

## Galerie

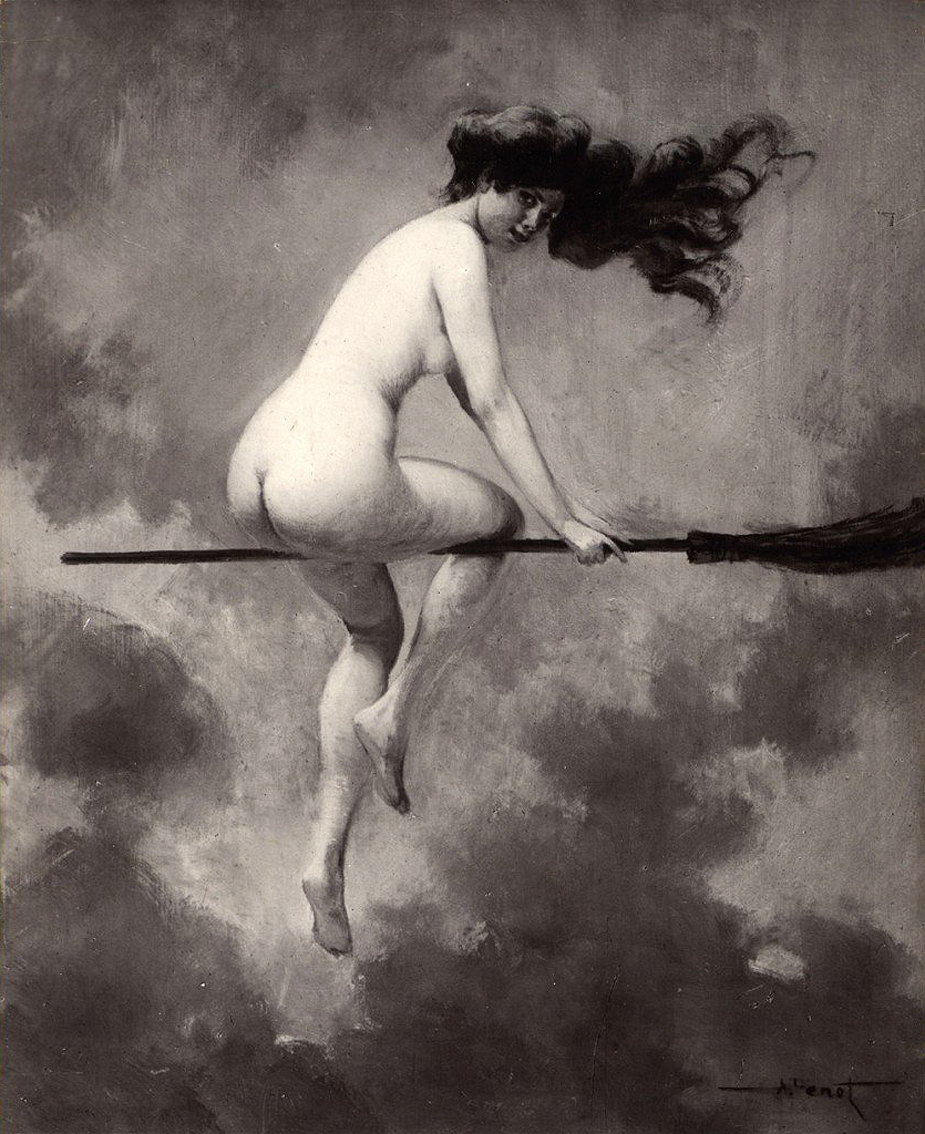
Depart pour le Sabbatde Albert Joseph Pénot (1910)
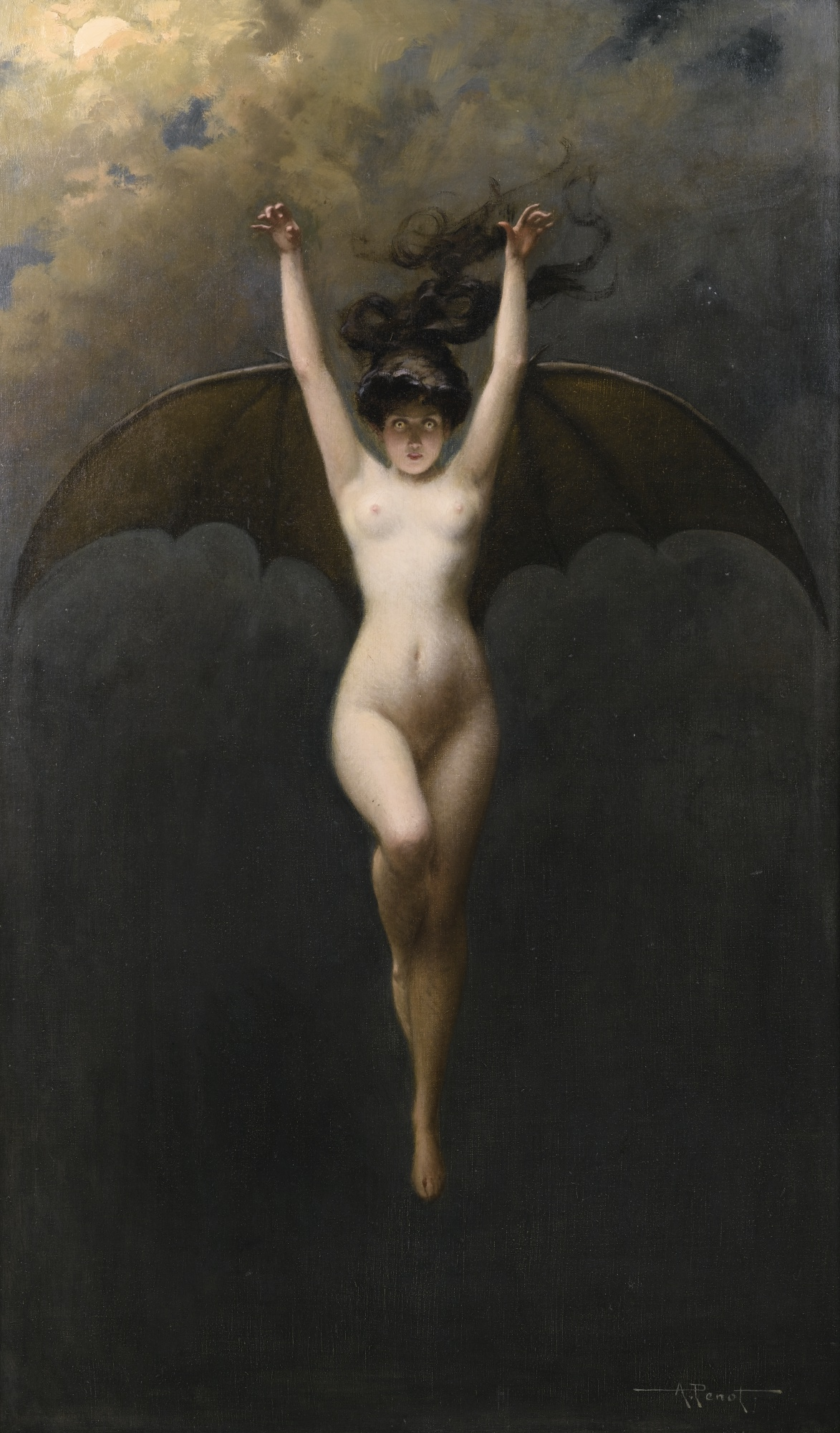
La Femme Chauve-Souris (c.1890)
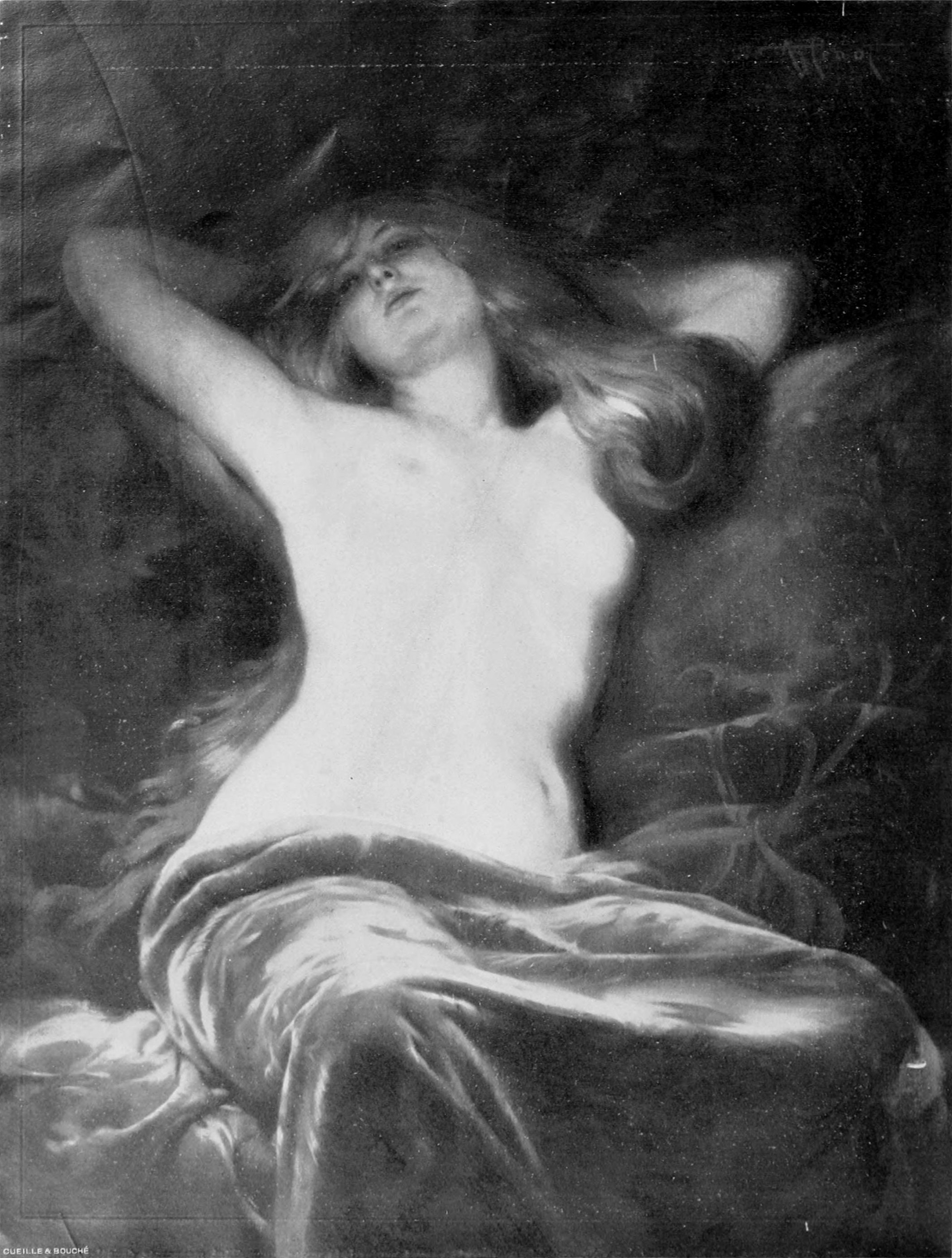
Abandon
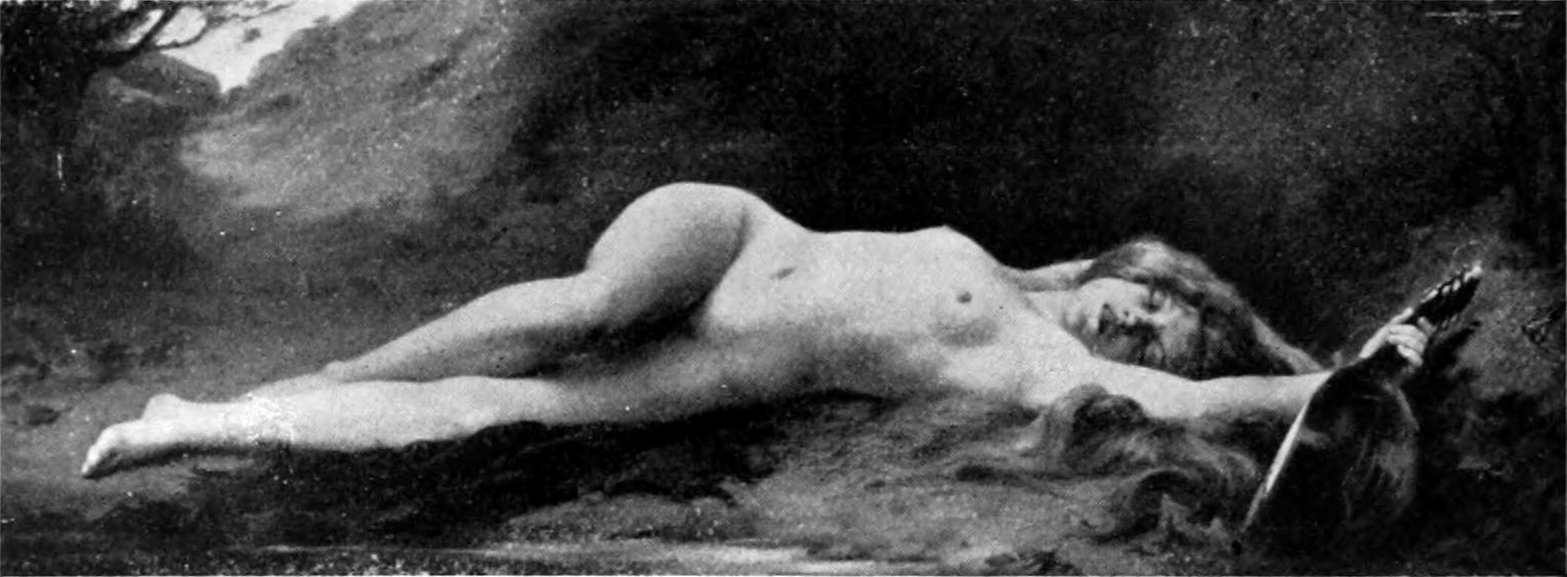
Toamnă
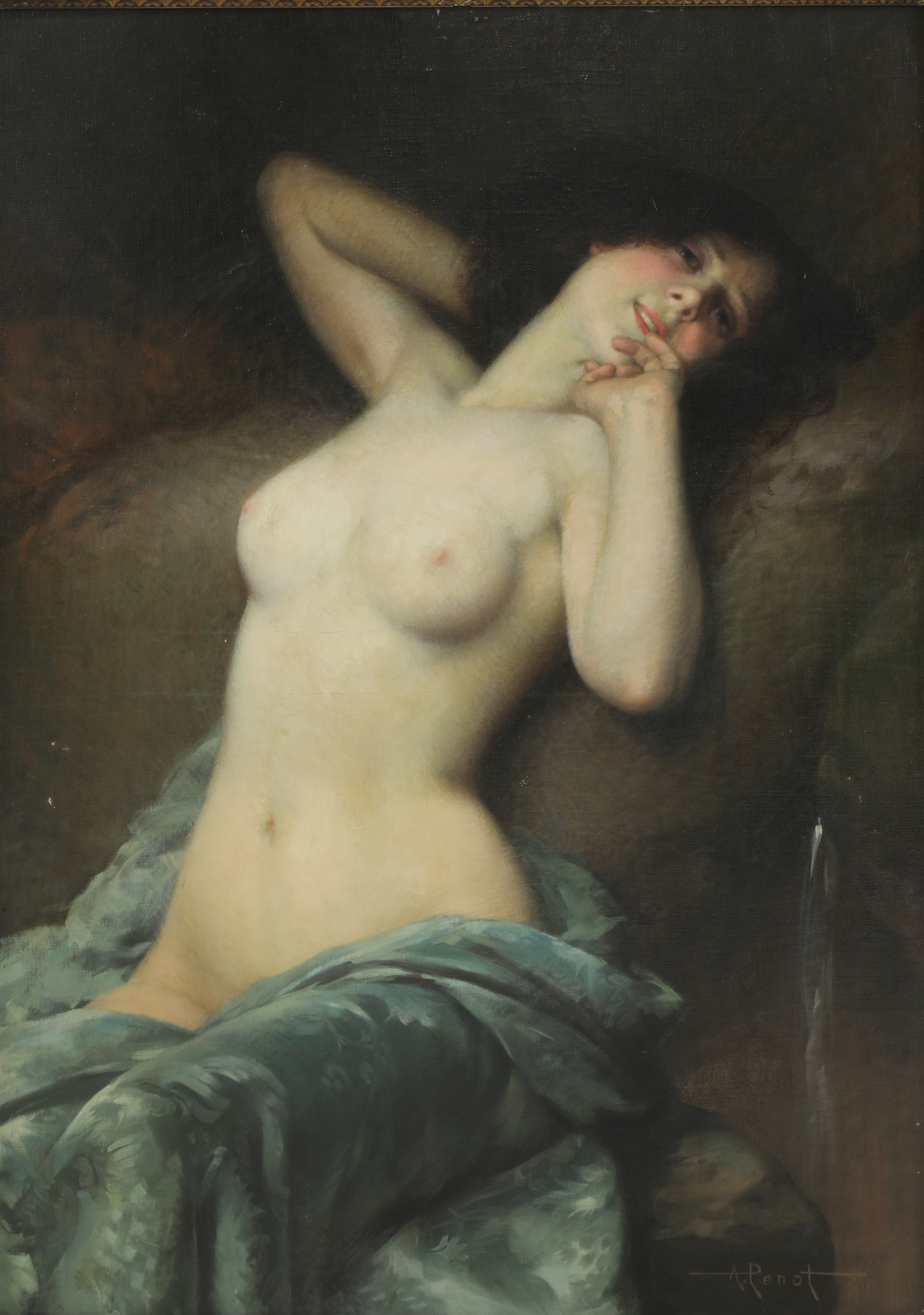
Un nud culcat